# توني كوشنر
توني كوشنر (بالإنجليزية: Tony Kushner)‏ هو كاتب سيناريو وكاتب مسرحي وكاتب ومؤلف أمريكي، ولد في 16 يوليو 1956 في مانهاتن في الولايات المتحدة.

## وصلات خارجية
- توني كوشنر على موقع IMDb (الإنجليزية)
- توني كوشنر على موقع الموسوعة البريطانية (الإنجليزية)
- توني كوشنر على موقع مونزينجر (الألمانية)
- توني كوشنر على موقع ألو سيني (الفرنسية)
- توني كوشنر على موقع ميوزك برينز (الإنجليزية)
- توني كوشنر على موقع أول موفي (الإنجليزية)
- توني كوشنر على موقع قاعدة بيانات برودواي على الإنترنت (الإنجليزية)
- توني كوشنر على موقع قاعدة بيانات الأفلام السويدية (السويدية)
- توني كوشنر على موقع إن إن دي بي (الإنجليزية)
- توني كوشنر على موقع ديسكوغز (الإنجليزية)